# Matratzenlager

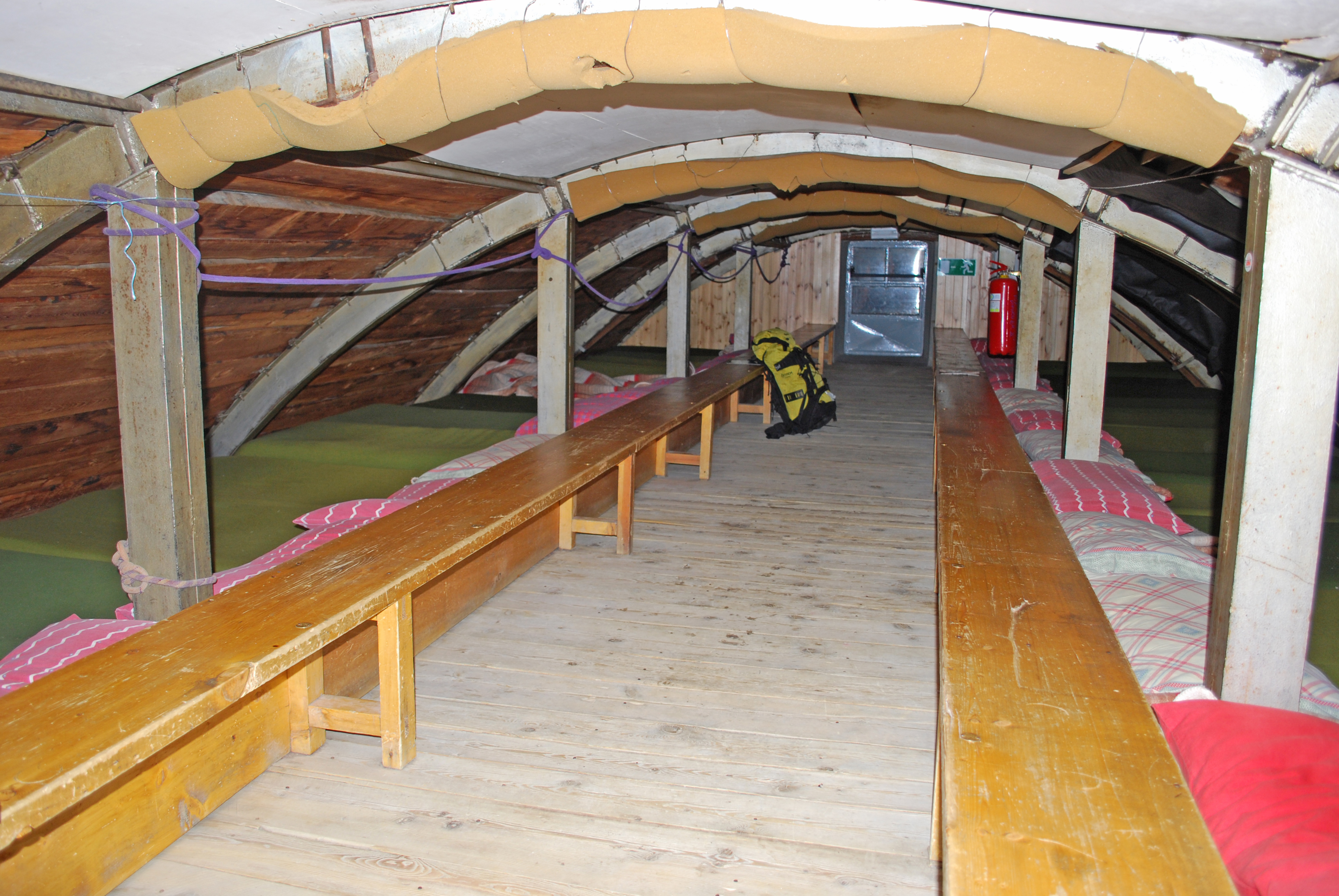
Matratzenlager des Rifugio Vittorio Emanuele II

Als Matratzenlager wird in Berghütten die einfachste und billigste Art von Schlafplätzen bezeichnet. In der Schweiz sind die Benennungen Massenschlag, Schlag oder Touristenlager gebräuchlich.
Sie befinden sich meist im Dachgeschoss der Hütte und können zwischen etwa 10 und 100 Schlafplätzen umfassen. Große Matratzenlager sind auf einige Räume zu maximal 20 bis 30 Schlafplätzen aufgeteilt, um eine passable Nachtruhe zu gewährleisten. Oft gibt es auch kleinere Räume für Familien. Auch in Winterräumen sind Matratzenlager zu finden.
Die Matratzen liegen meist nicht auf dem Boden, sondern auf einem großen Holzrahmen, und sind pro Liegeplatz mit jeweils einem Kissen (österr. Polster) und ein bis zwei Wolldecken (Alpenvereinsdecken) ausgestattet. Auf der Kopf- oder Fußseite befinden sich kleine Ablageflächen. Auf Alpenvereinshütten ist die Verwendung von Hüttenschlafsäcken obligatorisch.
Während in den frühen Schutzhütten des 19. Jahrhunderts sehr einfache Schlafgelegenheiten, etwa auf Heu oder Stroh, dominierten, wurden etwa ab 1880 zunehmend verhältnismäßig komfortable abgetrennte Matratzenlager eingerichtet. Im frühen 20. Jahrhundert stiegen die Bedürfnisse der Bergsteiger zunehmend, die erzwungene (auch gemischtgeschlechtliche) Intimität und mangelnde Hygiene und Erholungsmöglichkeiten wurden, vor allem von gemäßigteren Bergwanderern, vielfach als nicht mehr zeitgemäß empfunden, sodass viele größere Schutzhütten heute neben Matratzenlagern auch kleinere Zimmer mit nur wenigen Betten anbieten. Matratzenlager gelten demgegenüber insbesondere unter extremeren Alpinisten als Symbol für Einfachheit und Ursprünglichkeit in der alpinen Umgebung.